# Tweede Kamerverkiezingen 2017/Kandidatenlijst/VVD

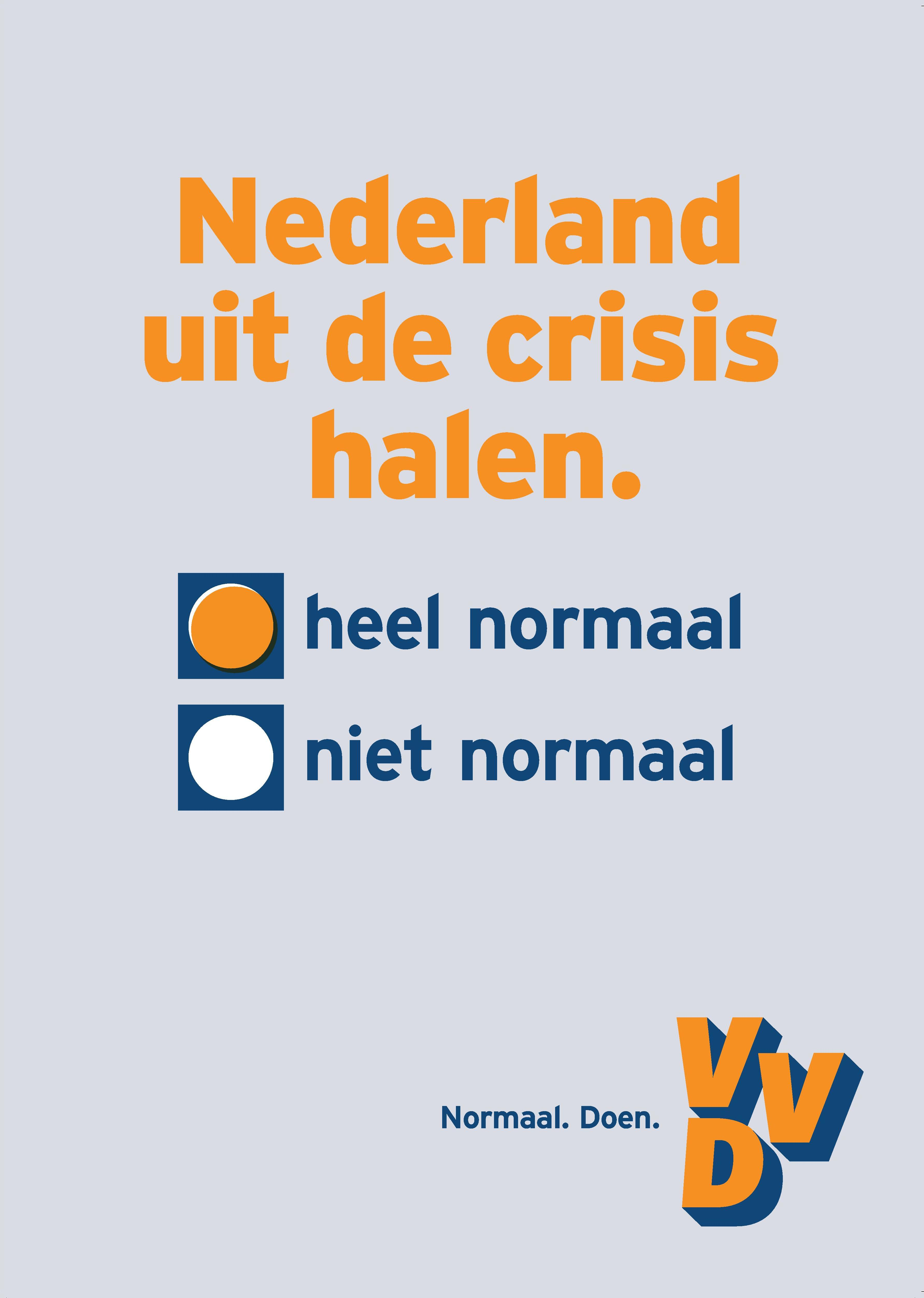
Verkiezingsposter van de VVD.

Dit is de lijst van kandidaten van de VVD voor de Nederlandse Tweede Kamerverkiezingen van 15 maart 2017, zoals deze op 3 februari 2017 werd vastgesteld door de Kiesraad.

## Achtergrond
Op 6 december 2016 maakt de VVD haar kieslijst bekend voor de Tweede Kamerverkiezingen van 15 maart 2017. De lijsttrekker werd premier Mark Rutte.

## De lijst
- vet: verkozen
- cursief: voorkeurdrempel overschreden

1. Mark Rutte - 1.760.117 stemmen
2. Jeanine Hennis-Plasschaert - 148.431
3. Halbe Zijlstra - 20.307
4. Tamara van Ark - 13.557
5. Klaas Dijkhoff - 146.226
6. Sander Dekker - 2.810
7. Barbara Visser - 9.220
8. Mark Harbers - 2.846
9. Han ten Broeke - 12.447
10. Malik Azmani - 3.127
11. Dennis Wiersma - 2.414
12. Helma Lodders - 5.459
13. Bas van 't Wout - 1.072
14. Bente Becker - 4.288
15. Pieter Duisenberg - 2.022
16. Sophie Hermans - 4.417
17. Anne Mulder - 1.293
18. Aukje de Vries - 5.795
19. Dilan Yeşilgöz-Zegerius - 5.643
20. Arno Rutte - 4.713
21. Ockje Tellegen - 3.444
22. Daniel Koerhuis - 441
23. Erik Ziengs - 5.180
24. André Bosman - 2.079
25. Albert van den Bosch - 1.421
26. Zohair El Yassini - 947
27. Remco Dijkstra - 1.381
28. Martin Wörsdörfer - 1.370
29. Arne Weverling - 8.588
30. Chantal Nijkerken-de Haan - 12.761
31. Sjoerd Potters[1] - 836
32. Foort van Oosten - 575
33. Sven Koopmans - 704
34. Jan Middendorp[1] - 600
35. Roald van der Linde[2] - 840
36. Joost van Keulen - 1.335
37. Antoinette Laan-Geselschap[2] - 2.262
38. Judith Tielen[2] - 1.928
39. Hayke Veldman[2] - 1.180
40. Rudmer Heerema[2] - 3.140
41. Wybren van Haga[2] - 2.156
42. Leendert de Lange[2] - 917
43. Tobias van Gent[2] - 388
44. Jeroen de Veth - 370
45. Jeroen van Wijngaarden[2] - 336
46. Thierry Aartsen[2] - 1.342
47. Kelly Regterschot[3][2] - 1.958
48. Bart Smals[3][2] - 569
49. Mirjam Pauwels-Paauw - 2.743
50. Martijn Bolkestein[2] - 735
51. Mark Snoeren[2] - 1.906
52. Jacco Heemskerk - 643
53. Wendelien Tönjann-Levert - 830
54. Robert van Rijn - 458
55. Jan de Reus - 325
56. Rosemarijn Dral - 924
57. Irene Korting - 648
58. Kathy Arends-Drijver - 450
59. Krijn Lock - 1.025
60. Falco Hoekstra - 615
61. André van Schie - 206
62. Erik Struijlaart - 230
63. Tanja Haseloop-Amsing - 752
64. Barry Jacobs - 672
65. Jenny Elbertsen - 659
66. Saskia van Dijk - 752
67. Jasper Mos - 284
68. Linda Böcker - 227
69. Roeland de Rijk - 133
70. Yvonne Welter - 615
71. Nick Derks - 1.037
72. Miranda Joziasse - 327
73. Harry Bevers - 408
74. Anja Prins - 616
75. Hennie Huisman-Peelen - 511
76. Laurine Bonnevits-de Jong - 898
77. Dylan Lochtenberg - 277
78. Crys Larson - 502
79. Frederik Zevenbergen - 474
80. Maarten van der Weijden - 2.217

VVD · PvdA · PVV · SP · CDA · D66 · ChristenUnie · GroenLinks · SGP · Partij voor de Dieren · 50PLUS · OndernemersPartij · VNL · DENK · Nieuwe Wegen · Forum voor Democratie · De Burger Beweging · Vrijzinnige Partij · GeenPeil · Piratenpartij · Artikel 1 · Niet Stemmers · Libertarische Partij · Lokaal in de Kamer · Jezus Leeft · StemNL · Mens en Spirit/Basisinkomen Partij/V-R · Vrije Democratische Partij
1948 · 1952 · 1956 · 1959 · 1963 · 1967 · 1971 · 1972 · 1977 · 1981 · 1982 · 1986 · 1989 · 1994 · 1998 · 2002 · 2003 · 2006 · 2010 · 2012 · 2017 · 2021 · 2023